# Puy-Saint-Pierre
Puy-Saint-Pierre (okzitanisch Le Puei Sant Peire) ist eine französische Gemeinde im Département Hautes-Alpes in der Region Provence-Alpes-Côte d’Azur. Sie gehört zum Arrondissement Briançon und zum Kanton Briançon-1. 

## Geographie
Die Gemeinde liegt rund zwei Kilometer westlich von Briançon. Sie grenzt im Osten an Briançon, im Süden an Puy-Saint-André und im Nordwesten an Saint-Chaffrey.

## Bevölkerungsentwicklung
| Jahr      | 1962 | 1968 | 1975 | 1982 | 1990 | 1999 | 2008 | 2012 |
| --------- | ---- | ---- | ---- | ---- | ---- | ---- | ---- | ---- |
| Einwohner | 231  | 229  | 254  | 307  | 344  | 354  | 500  | 505  |

## Sehenswürdigkeiten
- Haus mit Sonnenuhr von Zarbula, Monument historique
- Kirche Saint-Pierre, Monument historique
- Kirche Saint-Sixte, Monument historique
- Kirche Sainte-Lucie, Monument historique